# را فیوری
را فیوری (انگلیسی: Raw Fury) شرکت بازی ویدئویی سوئدی است، که در سال ۲۰۱۵ تأسیس شد.